# Комуникации в Камбоджа
През 1987 г. Камбоджа контролира печатните и електронните медии и съдържанието им.
Най-авторитетната печатна медия през 1987 г. е двуседмичникът „Прахеахон“ (Народът) на Кампучийската народна революционна партия (КНРП), който започва да излиза през октомври 1985 г. и изразява позицията на партията относно външните и вътрешните работи.
Почти толкова важен е и „Кампучеа“ на Кампучийския обединен фронт за национално изграждане и отбрана (КОФНИО).
През втората половина на 1987 г. Камбоджа все още не разполага с всекидневник.
- радиоприемници – 1,34 милиона (1997)
- телевизори – 94 хиляди (1999)
- доставчици на Интернет – 2 (1999)
- Internet TLD – kh